# دايفيد كوشنر
دايفيد كوشنر (بالإنجليزية: David Kushner)‏ هو صحفي أمريكي، ولد في 7 ديسمبر 1968.

## وصلات خارجية
- دايفيد كوشنر على موقع ميوزك برينز (الإنجليزية)